# Johan Thomas Lundbye

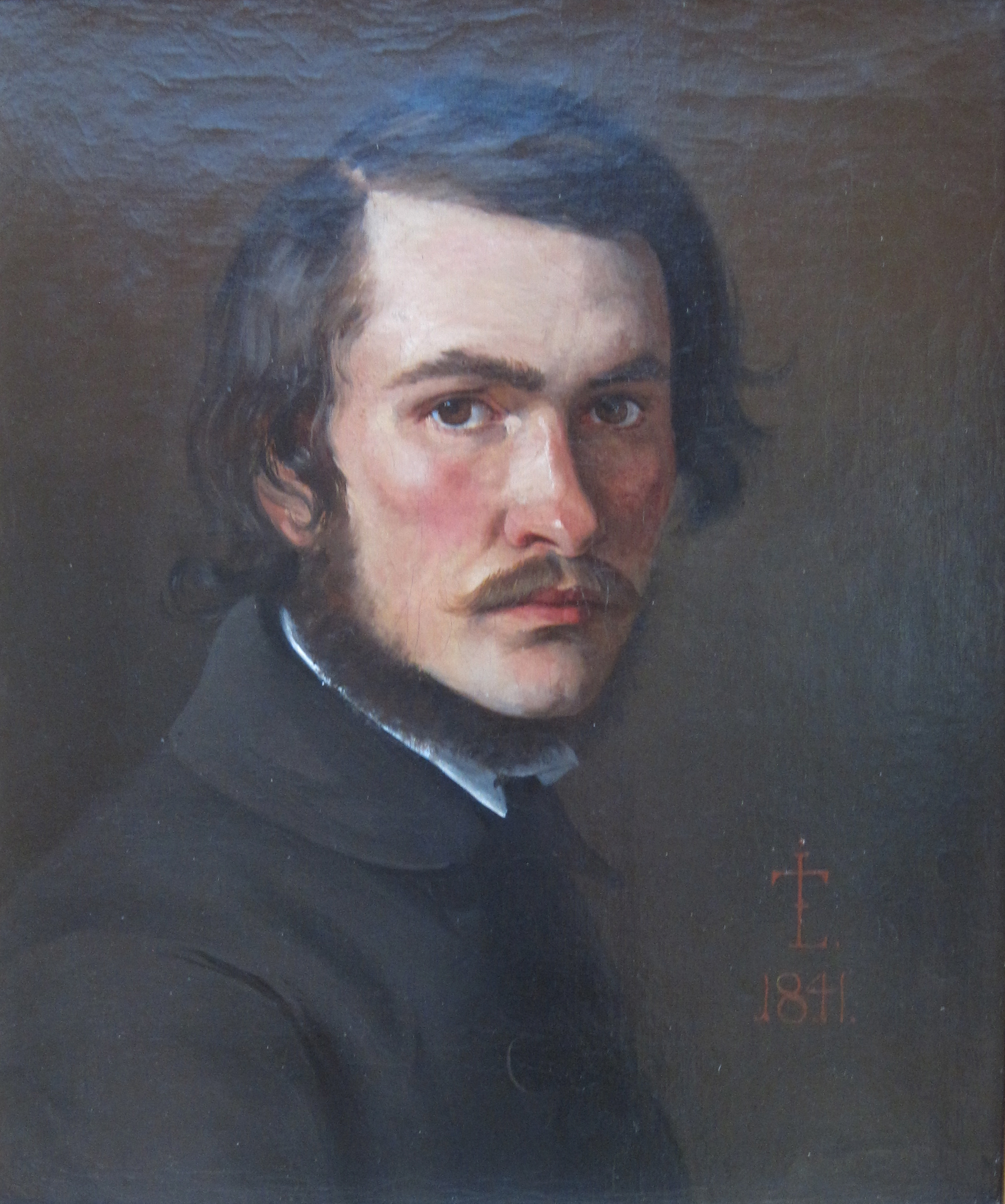
Johan Thomas Lundbye, Selbstporträt, 1841

Johan Thomas Lundbye (* 1. September 1818 in Kalundborg; † 26. April 1848 in der Nähe von Bedstedt) war ein dänischer Maler.

## Leben und Familie
Lundbye wuchs in Kalundborg auf Seeland auf. Sein Bruder Carl Lundbye machte eine militärische Karriere und war 1863–64 dänischer Kriegsminister. Johan Thomas Lundbye studierte ab 1832 Malerei an der Kopenhagener Kunstakademie bei Johann Ludwig Lund (bei ihm erhielt er Privatunterricht, ebenso bei Christian Holm). 1836 verkaufte er sein erstes Gemälde an die Kunstvereinigung in Kopenhagen, 1838 weitere. 1839 kaufte Bertel Thorvaldsen ein Bild von ihm. Im gleichen Jahr traf er seine große (nicht erwiderte) Liebe, Louise Marie Neergard. 1840 entstanden verschiedene Porträts von seinem Freund Lorenz Frølich. 1841 zeichnete er sich selbst als „Melancholiker, vor dem Ofen sitzend“. 1842 kaufte der dänische König Christian VIII. sein Bild „Seeländische Landschaft“ (vgl. Madsen, 1895, S. 87) ; Lundbye fing an Tagebücher zu schreiben. Die großen Gemälde „Der Gänseturm in Vordingborg“ und „Eine dänische Küste“ entstanden 1842/43 (letzteres kaufte wiederum der dänische König). „Ein Kuhstall in Vejby“ wurde 1843 gemalt, und eines der berühmtesten Werke dieser Periode ist der „Kuhstall in einem Bauernhof“ (vgl. Madsen, 1895, S. 134 f.). 1844 verliebte er sich wieder: vergeblich. Er malte in Nordwestseeland, und das bereits seit 1838: Mit einem Bild vom Arresee gelang ihm 1838 der „Durchbruch“ (vgl. Madsen, 1895, S. 51 ff., S. 58 u. ö.), er malte u. a. bei seinem Onkel in Vallekilde und in Vognserup bäuerliche Szenen. 1843 malte er wieder in Nordwestseeland (vgl. Madsen, 1895, S. 130 ff.). Im März 1845 erhielt er ein Reisestipendium der Kunstakademie, und im Juni brach er zu seiner Reise nach Italien auf. – 1847 malte er erneut in Vognserup; er verliebte sich in Georgia Schouw (heimliche Verlobung). Im April 1848 meldete er sich freiwillig zum Kriegsdienst im Heer. Am 25. April 1848 starb er durch eine verirrte Kugel: Ihm blieben nur etwas mehr als zehn Jahre intensives künstlerisches Schaffen!
Lundbye gehörte, wie auch sein enger Freund P. C. Skovgaard, zur letzten Generation des so genannten Goldenen Zeitalters der dänischen Malerei, das mit dem Bürgerkrieg um das Herzogtum Schleswig 1848/50 sein Ende fand. Berühmt wurde Lundbye vor allem für seine Landschaftsbilder und seine Tierstudien, wobei er zunehmend von der sich verstärkenden Nationalromantik beeinflusst wurde. Zuordnungen zu Epochen machen in der Regel Probleme: Madsen (1895, S. 47) nennt ihn sogar einen „Vollblutromantiker“, aber gleichzeitig einen „redlichen Naturalisten“. Lundbye wollte vor allem „das liebe Dänemark“ malen, „det kjære [kære] Danmark“, und mit seinen Gemälden patriotische Gefühle wecken und stärken. Um seinen tragischen Tod (auf dem Weg zur Front durch eine verirrte Kugel eines Kameraden getroffen) rankten sich manche Legenden.

Bilder von Johan Thomas Lundbye
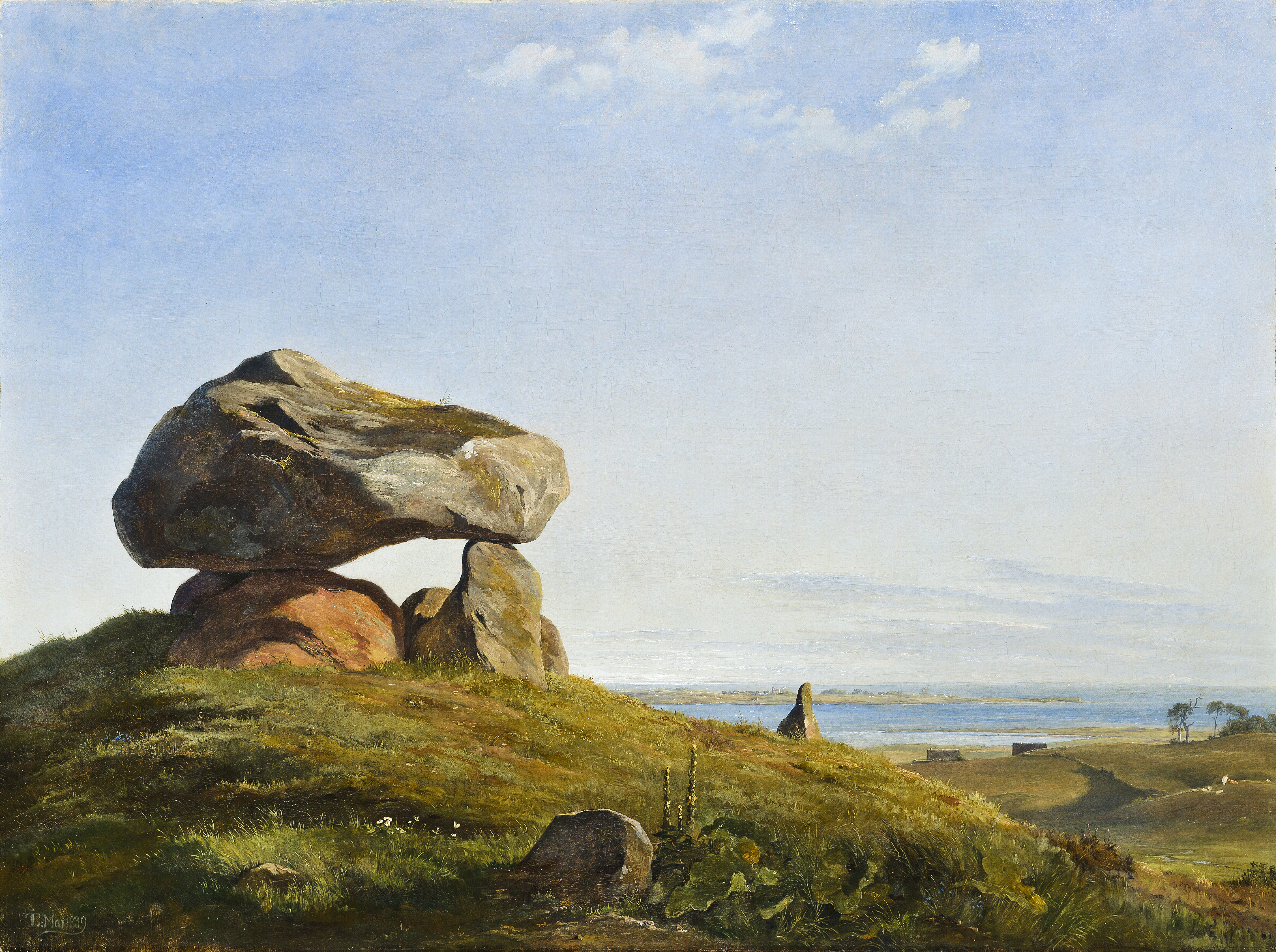
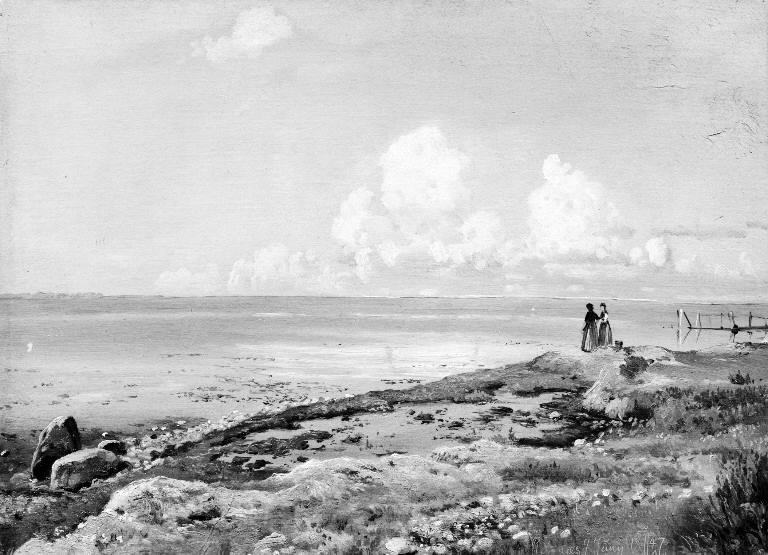
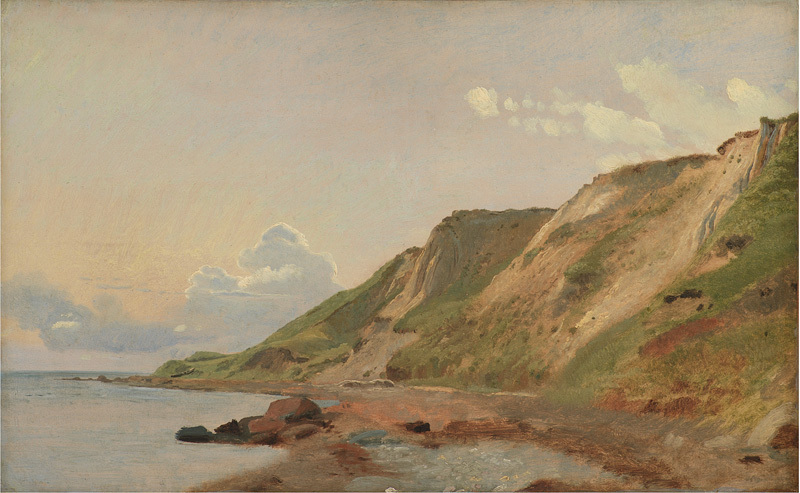
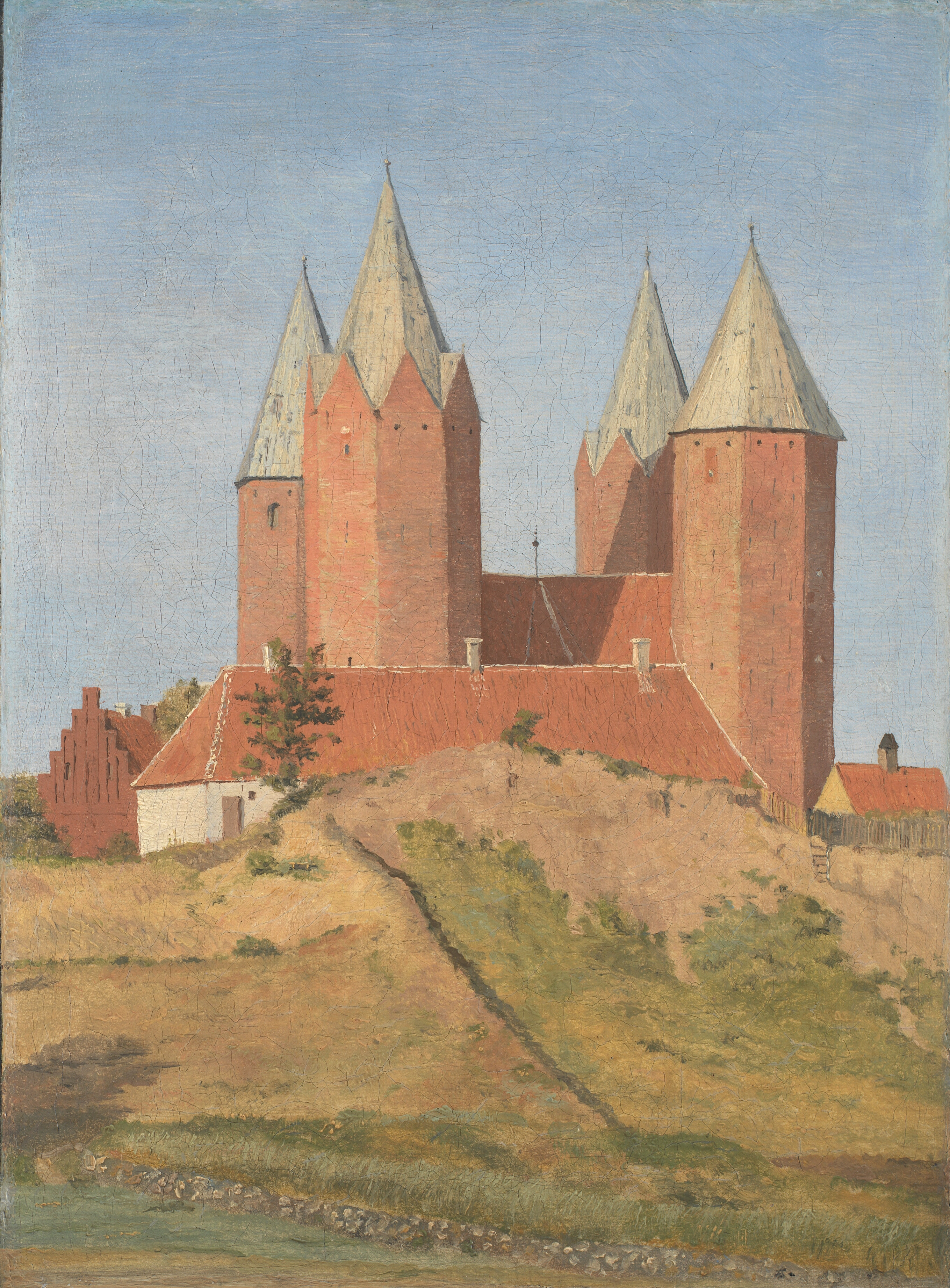

Der Vater des Malers war Oberst und Chef des Raketencorps, Joachim Theodor Lundbye (* 1778; † 1841), und er heiratete 1810 in Kalundborg (Nordwestseeland) Cathrine (Trine) Bonnevie (* 1792; † 1863). Der Großvater war geachteter Zollbeamter in Kalundborg; Lundbye verehrte ihn (und porträtierte ihn liebevoll im November 1846) und wurde selbst zum ‚berühmten Sohn der Stadt‘; zum strengen Vater war das Verhältnis gespannt. Lundbye war der Drittälteste in einer Schar von sieben Brüdern. Der Älteste, Carl oder C. C. Lundbye (* 1812; † 1873), war Soldat (Artillerieoffizier, Oberst und zweimal Kriegsminister, der im 1864er Krieg eine höchst unglückliche Rolle spielte; siehe oben: Carl Christian Lundbye). Der nächste, Emanuel Andreas Lundbye (* 1814; † 1903), war im 1864er Krieg Major, zuletzt u. a. Chef der Offiziersschule des Heeres in Kopenhagen, Schloss Frederiksberg. Er heiratete 1872 Ida Comtesse Petersdorff (Petersdorff (Adelsgeschlechter)) (* 1836; † 1895), und aus dieser, seiner zweiten Ehe stammen weitere Nachkommen. Theodor Louis Lundbye (* 1816; † 1907) war u. a. Gutsbesitzer mit vielen Nachkommen, die nicht den Weg zum Militär einschlugen. Nach dem Maler war der nächste Siegvard Urne Rosenvinge Lundbye (* 1820; † 1864), Hauptmann und Bataillonskommandeur; er fiel am 18. April 1864 auf den Düppeler Schanzen. Honoratus Rudolph Lundbye (* 1821; † 1888) war Jurist und u. a. Beamter bei der Eisenbahn. Der jüngste der Brüder, Joachim Emil Lundbye (* 1826; † 1897), war 1848 Leutnant und wurde 1850 bei Mysunde verwundet. Er verließ das Militär als Hauptmann und Kompagniechef und war bis 1896 bei der Eisenbahn und bei der Post. Zu seinen Nachkommen zählt u. a. der dänische Verfasser Vagn Lundbye (* 1933; † 2016; vgl. die Literatur, 2008).
Lundbyes Bindung an die Mutter ist bemerkenswert; ihr galt seine innige Zuneigung, sie schützte ihn manchmal vor den Grobheiten der Brüder, die ‚Soldat‘ spielen wollten. Den Vater verlor Lundbye 1841 (vgl. Madsen, 1895, S. 84); 1842 teilte er in Kopenhagen die Wohnung mit der Mutter (vgl. Madsen, 1895, S. 98). Lundbye war (heimlich) verlobt mit Georgia Schouw (* 1828; † 1868), die 1851 (nach Lundbyes Tod; vgl. Tegninger & Huletanker, 1998, S. 79 – 90) dessen engsten Freund P. C. Skovgaard heiratete (siehe oben).

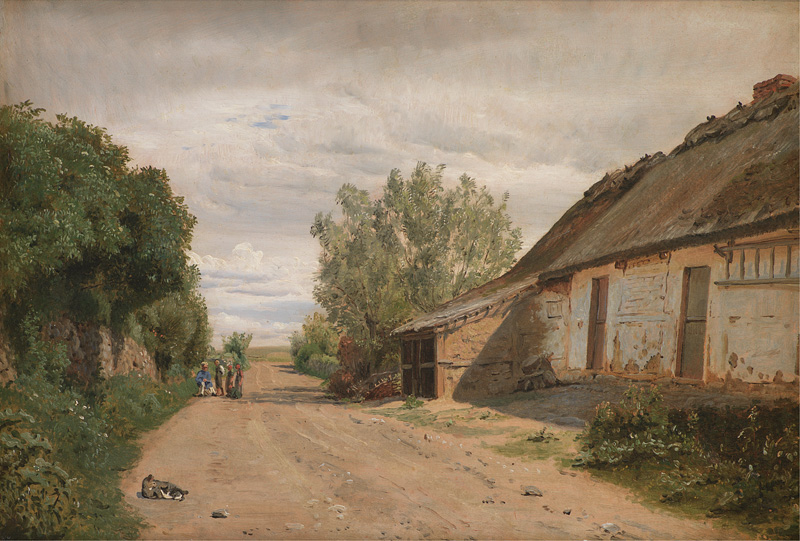
Lundbye bei der Arbeit: I udkanten af landsbyen Vejby, Lundbye sidder ved vejkanten og tegner (Am Rande des Dorfes Vejby, Lundbye sitzt am Wegesrand und zeichnet; Gemälde von P. C. Skovgaard, 1843)

Eine (einseitige) Liebe zu Louise Neergård, die 1842 „hell entflammte“ (Ostenfeld, 1977, S. 25) verstärkte Lundbyes depressive Veranlagung.

### 1848
Nach Beginn des militärischen Konflikts um das Herzogtum Schleswig im Frühjahr 1848 meldete sich Lundbye freiwillig zu den dänischen Truppen (vgl. ausführlich Tegninger & Huletanker, 1998, S. 91–120, mit vielen Abbildungen). Zu einem Fronteinsatz kam er jedoch nicht mehr, da er durch eine von einem Unfall verursachte Schussverletzung in der Nähe von Bedstedt ums Leben kam. Immer wieder wurde spekuliert, dass sein Tod Selbstmord war, aber das hat keinen Rückhalt in den Quellen. Die Tragik seines frühen Todes ließ sich anscheinend erklären aus den Anzeichen von Depression, die manche aus seinen letzten Bildern, aus Briefen und aus den Tagebüchern herausgelesen haben, und das wurde anscheinend bestätigt durch eine medizinische Doktorarbeit von Ib Ostenfeld (1937), ein entfernter Verwandter, der „leichte Anzeichen“ von manio-depressiven Zuständen feststellte. Auch andere nannten ihn, neben H. C. Andersen und Kierkegaard, „zutiefst depressiv“ und ein „gescheitertes Genie“; allerdings habe er „die ausgeglichensten und heitersten dänischen Landschaften gemalt“.
Sein Grab in Bedsted (Bedsted Sogn (Tønder Kommune)) wird von der Gemeinde gepflegt, eine der Straßen der Gemeinde trägt seinen Namen. Seine Mutter, die das Grab besuchen wollte, starb als Achtzigjährige auf dem Weg dorthin in Aabenraa und wurde 1863 neben ihm in Bedsted begraben. Denkmäler für Lundbye stehen u. a. in Bedsted, an der Garnisonskirche in Kopenhagen und in Kalundborg vor dem Dom. Am letzteren Platz erinnert der moderne und großformatige Bronzekopf auch an das Denkmal des „tapferen Landsoldaten“, das Herman Wilhelm Bissen 1849 für die Stadt Fredericia schuf und das dem Aussehen Lundbyes nachgebildet ist. Zwei Straßen in dänischen Städten tragen den Namen von „Johan Thomas Lundbye“, nämlich in Aalborg und in Kopenhagen (jeweils in Quartieren mit Namen von Malern und Künstlern); ein Weg in Bedsted ist nach ihm benannt.
Namensgleich ist ein Neffe des Malers, der dänische Ingenieur Johan Thomas Lundbye (* 1874; † 1951), und ein Johan-Thomas-Lundbye-Weg existiert in Flensburg-Weiche, der nach diesem benannt ist.

## Werk

### Goldenes Zeitalter
Lundbye gilt als eine der Hauptpersonen des „[dänischen] Goldenen Zeitalters“ in jener Epoche von etwa 1815 bis 1848, die zeitlich dem deutschen Biedermeier entspricht, im Dänischen jedoch die hohe Qualität der bildenden Kunst in jener Zeit hervorheben will. Es ist auch die Zeit des Bildhauers Bertel Thorvaldsen (* 1770; † 1844), den Lundbye und seine Zeitgenossen verehrten (Lundbye zeichnet Thorvaldsen 1843). Während die ältere Generation der Maler Schüler von Christoffer Wilhelm Eckersberg waren (zu ihnen gehörten jedoch auch Lundbyes enge Freunde Lorenz Frølich und Christen Købke, und der letztere war mit seinen Italien-Erfahrungen mit Thorvaldsen verbunden), malte die jüngere „Kopenhagener Schule“ mit Lundbye bei ihrem Lehrer Johann Ludwig Lund, der einen Gegenpol zu Eckersberg bildete. Eckersberg liebte die Perspektive und seine Bilder sind ‚realistisch‘; für Lundbye war das Motiv in der Natur eher Ausgangspunkt für eine relativ frei gestaltete, eigene Komposition. Manche Details für seine Gemälde ‚nach der Natur‘ übernahm er von Studien und Skizzen an anderen Stellen. Etwa sein berühmtes ‚nationalromantisches‘ Gemälde „Gåsetårnet i Vordingborg“ (Der Gänseturm in V., 1842; SMK), häufig analysiert und interpretiert, ist bis in kleine Details hinein genauestens komponiert. Ziel war für ihn „das liebe Dänemark“ in manchmal idealisierter Form zu malen (den Gänseturm in Vordingborg hatte Lundbye selbst nie gesehen, er benützte ein Aquarell von Skovgaard als Vorlage – für Skovgaards Onkel malte er dieses Bild; vgl. Madsen, 1895, S. 90, Johan Thomas Lundbye 1818–1848 …at male det kjære Danmark, 1994, S. 13, und Svenningsen: Seks år af et liv, 2018, S. 65). Mit den bäuerlichen Szenen war er aber grundsätzlich ebenfalls ‚realistisch‘. Und wo er sich nicht auf Skizzen stützte, konnte er sich auf ein hervorragendes visuelles Gedächtnis verlassen (Tegninger & Huletanker, 1998, S. 15). Lundbye malte und zeichnete unablässig; da er zumeist ziemlich mittellos war, oft auf schlechtem Papier.

### Zeichnungen, Tiere und Leben auf dem Lande
Von Frølich lernte er die Technik der Federzeichnung (Tegninger & Huletanker, 1998, S. 17); mit ihm teilte er die Liebe zum Ornament (dito S. 23). Die Skizzen und Zeichnungen gehören mit zu den besten ihrer Art und sind in der Natur entstanden, während die Gemälde oft, wie es damals üblich war, später im Atelier zusammenkomponiert wurden. Motive der Heimat wie z. B. Küstenstrecken, hügelige Landschaften (vor allem die seiner Heimat in Nordwestseeland) und Szenen aus dem bäuerlichen Leben (Ställe, Kühe auf der Weide usw.) wurden (nach der Natur) vielfach mit Symbolen der Heimat wie z. B. einem Hügelgrab kombiniert und sollten quasi überhöht „das liebe Dänemark“ abbilden.
Andererseits war Lundbyes Werk in gewisser Weise neu – „Lundbye brachte in der Kunst des Goldenen Zeitalters einen neuen Klang“ (Poulsen, 1961, S. 4) –, und eines seiner großen Gemälde mit einem Kuhstall als Motiv erregte durch die Realität der Darstellung Aufmerksamkeit. Kritiker meinten bewundernd vor dem Bild, es würde „stinken“. Auch scheute Lundbye sich nicht, etwa einen Misthaufen zu malen: Nichts Ländliches war ihm fremd, und er liebte den Blick auf das bäuerliche Leben, über das andere die Nase rümpften.
In späteren Jahren war sein Monogramm ein ineinandergefügtes I T L [Johann Thomas Lundbye] mit Jahreszahl; viele Zeichnungen sind nur durch die Zuordnung in seinen wichtigen Tagebüchern datierbar. In der Jugend und auf den frühen Werken signierte er nationalromantisch mit Runen. ‚Nordisches‘ liebte er. Dafür war seine Reise nach Italien für ihn eine Enttäuschung, und er litt ständig unter Heimweh nach seinem „geliebten Dänemark“. Er schuf die Gestalt des Nisse [Weihnachtswichtel, eigentlich ein Troll und Bewohner eines Grabhügels bzw. ein helfender Hausgeist] als sein Alter Ego – Lundbye nennt ihn „Sindre“ (über diesen „Hügeltroll“ vgl. ausführlich Tegninger & Huletanker, 1998, S. 40 – 78, und viele weitere Abbildungen S. 300 – 332) und gab diesem sein Aussehen, ein Aussehen, das diese liebenswürdige, sehr ‚dänische‘ und weihnachtliche Zwergengestalt bis heute prägt. Lundbyes „Sindre“ jammerte auch in Italien: „Ach Gott, wenn ich an die Freunde in Kopenhagen denke, wie eisigkalt ist da nicht das Leben in dem warmen Italien.“ Mit dem Freund Lorenz Frølich wurden Briefe gewechselt; ihm gegenüber sagte Lundbye, er würde sich über seine verrückten „Huletanker“ (Höhlengedanken) sehr wundern.

### Künstlerfreunde und Porträts
Lundbye wurde und wird als der inspirierende Kern einer Künstlergruppe seiner Altersgenossen mit vor allem Skovgaard, Frølich, Købke (acht Jahre älter), Jens Adolf Jerichau und Thorald Læssøe charakterisiert. Der Maler und die Familie waren u. a. mit Hans Vilhelm Kaalund (* 1818; † 1885) befreundet, und der Maler illustrierte dessen Fabler for Børn (Fabeln für Kinder, 1845 [siehe: Literatur]) mit liebenswerten Strichzeichnungen (z. B. ein Holzschnitt vom Hund [nach der Federzeichnung Lundbyes für Kaalund], der am Kai dem davonsegelnden Boot nachschaut). Mit 19 Jahren war Lundbye voll ausgebildeter Künstler (Madsen, 1895, S. 12). Viele von Lundbyes Zeichnungen und Gemälden sind Porträts der Familienmitglieder und der Freunde, so von der Malerin Eleonora Tscherning – und Selbstbildnisse, die ihn differenziert und oft selbstkritisch dokumentieren. Der Maler war in dänischer Literatur höchst belesen, liebte Altnordisches, las Kierkegaard, hörte die Predigten von Nikolai Frederik Severin Grundtvig (mit dessen Sohn Svend er später Freundschaft schloss; vgl. Svenningsen: Seks år af et liv, 2018, S. 76; zu N. F. S. Grundtvig vgl. Madsen, 1895, S. 44 f.), las die historischen Romane von Bernhard Severin Ingemann (vgl. Svenningsen, S. 116), ließ sich von dem strengen Kunsthistoriker Niels Laurits Høyen belehren, der ihm den Blick auf ‚vaterländische‘ Motive in der Natur öffnete (vgl. Madsen, 1895, S. 139 – 141 u. ö.), und Lundbye schrieb seinerseits ausführliche Tagebücher (vgl. Madsen, 1895, S. 159 ff. bis S. 179, und vor allem Jesper Svenningsen, 2018), in denen er Notizen zu seinen Werken festhielt, aber auch sein eigenes Leben ‚literarisch‘ stilisierte. Lundbye lebte in hohem Grad „mit und in der Poesie“ (Madsen, 1895, S. 42) – 1835 erschien eine Gedichtsammlung von Christian Winther (Schriftsteller), die Inspiration lieferte (vgl. Madsen, 1895, S. 48 – 50, S. 68 u. ö.). Bildende Kunst, literarische Vorliebe und eigene Persönlichkeit wollte er mit seinen Tagebüchern, gedacht auch für ein Lesepublikum, quasi zu einem ‚Gesamtkunstwerk‘ zusammenschmelzen (eine überraschend moderne Vorstellung).

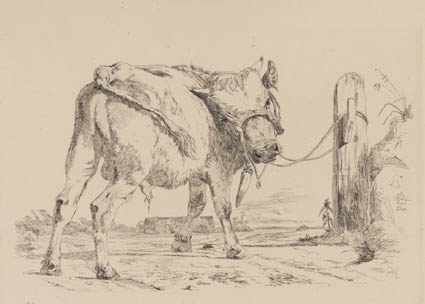
Johan Thomas Lundbye – Ein Stierkalb, an ein Gatterpfosten gebunden.

Lundbyes geachtete Großwerke waren zu seinen Lebzeiten die Landschaftsmalereien. Tierstudien waren Skizzen und Vorarbeiten dazu (mit ihnen, als Schüler von Christian Holm, begann allerdings seine künstlerische Laufbahn). Mit der Zeit entwickelte er sich wieder zum „Tiermaler“ (vgl. Madsen, 1895, S. 101 ff.), nannte sich selbst so, und „Dyrmaler“ steht auf seinem Grab. Seine Zeichnungen von Tieren in ländlicher Umgebung werden heute zunehmend geschätzt. Gleiches gilt für Lundbyes Darstellung von Bäumen und Waldpartien (vgl. Tegninger & Huletanker, 1998, S. 28 ff.) und besonders für die zahlreichen Skizzen in seinen Tagebüchern, z. B. für die zauberhaften Federzeichnungen im Reisetagebuch nach Italien 1846 (mit Nachträgen bis 1848; herausgegeben von Eigil H. Brünniche, 1953): und immer wieder mit dem Nisse, den das Heimweh plagt, bis zur kleinen Zeichnung, die ihn selbst zwergenhaft, als „Freiwilligen“ am 30. März 1848 zeigt.

In der relativ kurzen Periode nach der Italienreise entstanden eine Reihe von besonders „schönen“ Bildern, wieder mit bäuerlichen Motiven in der Umgebung von Vognserup in Nordwestseeland (vgl. Madsen, 1895, S. 193 ff.). Aber Madsen registriert ebenso eine wachsende Unruhe und „Unfrische“ in den Bildern von 1847, die der Kritiker dem eher düsteren Gefühlszustand von Lundbye in dieser Zeit zuschreibt (Madsen, 1895, S. 212 f.); er hält ihn für „seelenkrank“ (dito, S. 214). Lundbye überlegte, ob er eine „militärische Laufbahn“ anfangen sollte (dito, S. 227), und im Dezember 1844 begann er das Tagebuch mit dem berühmten Eintrag, er habe sich zum Militär gemeldet (zusammen mit Carlo Dalgas und Svend Grundtvig). Dort fügte er jenen (nicht abgeschlossenen) Halbsatz ein, der Spekulationen auslöste: „Falls eine verirrte / verwilderte Kugel…“ (dito, S. 231; auf Dänisch: „Om en vildsom Kugle …“, im Original vier Gedankenstriche).

### Wirkung und Nachleben
Lundbyes Werk ist, trotz der kurzen Lebensspanne von 29 Jahren, sehr umfangreich. Außer im Privatbesitz (nach seinem Tod wurde der malerische und zeichnerische Nachlass zuerst in der Familie aufgeteilt) hängen seine Werke vor allem in dänischen Museen: Statens Museum for Kunst (SMK), Hirschsprungsche Sammlung, Ny Carlsberg Glyptotek, alle in Kopenhagen; dort ebenso Thorvaldsen-Museum, Nivaagaard und Ordrupgaard. Einige Werke sind in regionalen dänischen Museen von z. B. Ribe, Randers, Viborg (Skovgaard Museum) und Horsens. Lundbyes Werke wurden, neben dem festen Bestand der großen (dänischen) Museen, auf zahlreichen Ausstellungen, auch international, gezeigt. Das reichhaltige Werk angemessen zu würdigen, gelingt heute nur im wissenschaftlichen Team: In dem Katalog Tegninger & Huletanker… (Hirschsprungsche Sammlung, 1998) schreiben nach einleitenden Artikeln mit Blick auf unterschiedliche Aspekte von Lundbyes Leben Jens Peter Munk über die Porträts und die Bilder von Seeland, Marianne Saabye (Direktorin der Hirschsprungschen Sammlung von 1986 bis 2016), Munk und eine Gruppe über die Skizzen, Munk über die Italienreise 1845–46, Saabye und Kollegen über Lundbyes Nisse bzw. Hügeltroll. Ebenso wird die Dokumentation vom Team geleistet: das Schicksal der Zeichnungen (nach dem Tod Lundbyes verstreut in der Familie, nachträglich vieles wieder im Museum gesammelt) und der 37 [!] Skizzenbücher (wie die Skizzen vielfach verteilt). Birgitte Johannesson dokumentiert die Briefe und andere Aufzeichnungen. Die drei genannten Wissenschaftler stehen auch gemeinsam für die Redaktion des Bandes.